# Седемнадесети пехотен доростолски полк
Седемнадесети пехотен доростолски полк е български полк взел участие в Балканската (1912 – 1913), Междусъюзническата (1913) и Първата световна война (1915 – 1918).

## Формиране
Седемнадесети пехотен доростолски полк е формиран в Русе под името Седемнадесети пеши доростолски полк с указ №11 от 19 януари 1889 година. В състава му влизат от 3-та и 4-та дружини на 5-и пехотен дунавски полк. На 16 октомври 1891 г. подполковник Кънчев е назначен за командир на 3-ти пехотен бдински полк, а на негово място за командир на полка е назначен подполковник Иван Попов.
След посещението в България на великия княз Владимир Александрович във връзка с откриване на паметника на Цар Освободител и съдействието му по уреждане на втората сватба на Цар Фердинанд през 1907 – 1908 година, княз Владимир е поема шефството на полка.

## Балкански войни (1912 – 1913)
В Балканската война е в състава на Девета пехотна плевенска дивизия участва в боевете при Дервишка могила, при овладяването на Одринската крепост при северозападния сектор при с. Возгач и в североизточния сектор при с. Акбунар и Хаджикьой, при атаката на Чаталджанската позиция, при височините източно от с. Кестенлик, при селата Калфакьой и Акалан.
В Междусъюзническата война (1913) полкът воюва със сърбите при Габровница и постовете Бяла вода, Червен град, Равен кладенец, при върховете Бука и Гърков дял, при Кадъбоаз. Полкът воюва с гърците при Горна Джумая и Кресненското дефиле.

## Първа световна война (1915 – 1918)
През Първата световна война (1915 – 1918) полкът влиза в състава на 1-ва бригада от 9-а пехотна плевенска дивизия.
При намесата на България във войната полкът разполага със следния числен състав, добитък, обоз и въоръжение:
| Числен състав                                       | Добитък   | Обоз                                                    | Въоръжение                           |
| --------------------------------------------------- | --------- | ------------------------------------------------------- | ------------------------------------ |
| Офицери: 73 Чиновници: 4 Подофицери и войници: 5288 | Коне: 459 | Обикновени коли: 52 Товарни коли: 265 Специални коли: 4 | Пушки и карабини: 4652 Картечници: 4 |

През 1915 г. полкът води битки за височините Леско, Тупанар и Бабин зъб, при Дренова глава, Преконожка пещера, при Малка грамада, при Червена бара, при кота 287, при височините при р. Ветреница, при с. Бойник, Лалиновац, при с. Редко-цер, при Кисела вода, кота 972, при Лисиница. На 11 септември 1915 от състава на 4-ти пехотен плевенски полк и 17-и пехотен доростолски полк в Плевен се формира 57-и пехотен драмски полк. През 1917 г. участва в боевете за укрепената позиция на Дойран. През 1918 г. полкът води боеве при позицията на Дойран, в отстъпителните боеве по посока на селата Гючели, Костурно, Мешли, Орманли, Пиперово и Гарван планина. През септември 1918 г. в полка избухва бунт против войната.
Полкът е разформирован на 10 февруари 1919 година, като до 31 август 1920 г. действа Ликвидационен щаб.

## Наименования
През годините полкът носи различни имена според претърпените реорганизации:
- Седемнадесети пеши доростолски полк (19 януари 1889 – 1892)
- Седемнадесети пехотен доростолски полк (1892 – 1908)
- Седемнадесети пехотен доростолски на Н.Имп.В. Великия Княз Владимир полк (1908 – 1919)
- Седемнадесети пехотен полк (1942 – 1944)

## Командири
Званията са към датата на заемане на длъжността.
| № | звание       | име              | дати                    |
| - | ------------ | ---------------- | ----------------------- |
|   | Подполковник | Кънчо Кънчев     | до 16 октомври 1891     |
|   | Подполковник | Иван Попов       | 16 октомври 1891 – 1897 |
|   | Полковник    | Рачо Хаджиев     | от 1904                 |
|   | Майор        | Иван Бончев      | от 1908                 |
|   | Полковник    | Руси Радков      | 1908 – 1911             |
|   | Полковник    | Рачо Хаджиев     | Балканска война         |
|   | Подполковник | Емануил Павлов   | Балканска война         |
|   | Полковник    | Никола Петров    | през януари 1915        |
|   | Подполковник | Емануил Павлов   | Първа световна война    |
|   | Подполковник | Борис Филипов    | Първа световна война    |
|   | Подполковник | Спас Ангелов     | през 1917 и 1918        |
|   | Подполковник | Димитър Колев    | от 1942                 |
|   | Подполковник | Георги Дилчовски | от 1944                 |

Други командири: Георги Марчин